# Mercedes-Benz M264
La sigla M264 identifica un motore a scoppio prodotto a partire dal 2017 dalla Casa automobilistica tedesca Mercedes-Benz.

## Caratteristiche
I motori M264 sono nati con cilindrata di 2 litri, ma nel giro pochi mesi sono stati affiancati da un'ulteriore versione da 1.5 litri, meno sofisticata dal punto di vista tecnologico e destinata a modelli di base della gamma Mercedes-Benz

### La versione da 2 litri
Introdotto per la prima volta nell'ottobre del 2017 sotto il cofano delle Mercedes-Benz E 350 Coupé e Cabriolet, questo motore è basato essenzialmente sull'unità M274 che gradualmente andrà a sostituire. Come il motore M274, anche il motore M264 è stato progettato per essere montato longitudinalmente in vetture a trazione posteriore. E anche il motore M264, come il suo predecessore, ha un motore "fratello" che invece è destinato al montaggio trasversale su vetture a trazione anteriore. Quest'ultimo motore è l'unità M260, che in maniera analoga è basata sull'unità M270, sempre con cilindrata di 1991 cm3. Tutti questi motori vanno a far parte di una "superfamiglia" di motori modulari, caratterizzati dal condividere numerose parti in comune, in maniera tale da ridurre la necessità di progettare parti specifiche, riducendo quindi i costi di realizzazione. Tali motori sono tutti caratterizzati dalla cilindrata unitaria di circa mezzo litro, anche se non è esattamente identica per tutte queste unità motrici.
Dell’unità M274 vengono conservate molte caratteristiche strutturali, come le misure di alesaggio e corsa, pari a 83 x 92 mm, la conseguente cilindrata complessiva di 1991 cm3, l'impiego della lega di alluminio per monoblocco e testata, la distribuzione di tipo bialbero in testa a 4 valvole per cilindro, l'alimentazione a iniezione diretta e la sovralimentazione mediante turbocompressore. E ciononostante, non mancano sostanziali differenze, a partire proprio dalla sovralimentazione, che prevede un turbocompressore twin-scroll, in luogo di un turbocompressore normale. Un'altra differenza rispetto al precedente motore M274 sta nell'impianto elettrico da 48 V al posto di quello a 12 V utilizzato quasi universalmente su tutte le vetture. Ciò è stato reso necessario per il buon funzionamento di alcuni nuovi dispositivi di cui questo motore viene corredato, prima fra tutti il sistema ISG (Integrierte Startergenerator), già introdotto sotto nel motore M256 alcuni mesi prima e consistente in un alternatore reversibile, in grado cioè di funzionare sia come generatore sia come motorino di avviamento. Tale sistema permette di realizzare la propulsione micro-ibrida, un po' come avveniva alcuni anni prima presso alcuni motori di produzione PSA, rispetto ai quali il sistema risulta comunque più evoluto. In questo modo, a bassissime velocità o in manovra, la vettura può funzionare solo in modalità elettrica avvalendosi della potenza supplementare di 14 CV erogati dal generatore (in grado fra l'altro di erogare 160 Nm di coppia costante), mentre ad andature più sostenute entra in gioco il motore a scoppio. Un'altra caratteristica del motore M264 sta nell'introduzione di un filtro antiparticolato, soluzione necessaria per ovviare al fatto che anche i motori a iniezione diretta di benzina emettono significative quantità di polveri sottili.

### La versione da 1.5 litri
Introdotta nella primavera del 2018, la versione da 1.5 litri è caratterizzata da misure di alesaggio e corsa pari a 80,4 x 73,7 mm, per una cilindrata di 1497 cm3. Le soluzioni tecniche previste anche per la versione di cilindrata inferiore sono analoghe a quelle previste per la versione da 2 litri. Si ritrovano così anche in questo caso l'alternatore reversibile da 14 CV, la tecnologia microibrida, l'impianto elettrico da 48 V e l'utilizzo di leghe leggere per la realizzazione di testata e monoblocco. Identificato con la sigla M264DEH15LA, il motore M264 da 1.5 litri ha fatto il suo debutto sotto il cofano della Classe C aggiornata proprio nella primavera del 2018, ed eroga una potenza massima di 184 CV.
A partire dal 2021, l'alternatore reversibile viene proposto anche in una variante più performante, in grado di erogare fino a 20 CV e 200 Nm di coppia motrice. Nella famiglia di motori M264 tale aggiornamento verrà applicato solo nella versione da 1.5 litri, mentre per quanto riguarda la versione da 2 litri, essa conoscerà un'ulteriore evoluzione che oltre all'alternatore reversibile da 20 CV comprenderà anche alcune altre novità. Quest'ultima versione andrà sotto la sigla M254.

## Applicazioni
| Motore M264 |            |                   |                |                |                                                 |                    |
| Variante    | Cilindrata | Alesaggio e corsa | Potenza CV/rpm | Coppia Nm/rpm  | Applicazioni                                    | Anni di produzione |
| M264DEH15LA | 1497       | 80,4 x 73,7       | 170/ 5500-6100 | 250/ 1800-4000 | Mercedes-Benz C 180 W206                        | dal 03/2021        |
| M264DEH15LA | 1497       | 80,4 x 73,7       | 184/ 5800-6000 | 280/ 3000-4000 | Mercedes-Benz C 200 W205                        | dal 04/2018        |
| M264DEH15LA | 1497       | 80,4 x 73,7       | 184/6100       | 280/ 3000-4000 | Mercedes-Benz CLS 260 C257                      | dal 05/2020        |
| M264DEH15LA | 1497       | 80,4 x 73,7       | 204/ 5800-6100 | 300/ 1800-4000 | Mercedes-Benz C 200 W206                        | dal 03/2021        |
| M264DEH20LA | 1991       | 83 x 92           | 197/ 5800-6100 | 320/ 1650-4000 | Mercedes-Benz E 200 W213                        | dal 06/2019        |
| M264DEH20LA | 1991       | 83 x 92           | 197/ 5800-6100 | 320/ 1650-4000 | Mercedes-Benz E 200 Coupé e Cabriolet C238/A238 | dal 10/2019        |
| M264DEH20LA | 1991       | 83 x 92           | 197/ 5800-6100 | 320/ 1650-4000 | Mercedes-Benz GLC 200 4MATIC X253               | dal 04/2019        |
| M264DEH20LA | 1991       | 83 x 92           | 258/ 5800-6100 | 370/ 1800-4000 | Mercedes-Benz C 300 W205                        | dal 04/2018        |
| M264DEH20LA | 1991       | 83 x 92           | 258/ 5800-6100 | 370/ 1800-4000 | Mercedes-Benz E 300 W213                        | dal 06/2019        |
| M264DEH20LA | 1991       | 83 x 92           | 258/ 5800-6100 | 370/ 1800-4000 | Mercedes-Benz E 300 Coupé e Cabriolet C238/A238 | dal 10/2019        |
| M264DEH20LA | 1991       | 83 x 92           | 258/ 5800-6100 | 370/ 1800-4000 | Mercedes-Benz GLC 300 4MATIC X253               | dal 04/2019        |
| M264DEH20LA | 1991       | 83 x 92           | 299/ 5800-6100 | 400/ 4000-5000 | Mercedes-Benz E 350 Coupé e Cabriolet W238      | 10/2017-06/2020    |
| M264DEH20LA | 1991       | 83 x 92           | 299/ 5800-6100 | 400/ 4000-5000 | Mercedes-Benz E 350 W213                        | 04/2018-06/2020    |
| M264DEH20LA | 1991       | 83 x 92           | 299/ 5800-6100 | 400/ 4000-5000 | Mercedes-Benz CLS 350 C257                      | 09/2018-06/2020    |
| M264DEH20LA | 1991       | 83 x 92           | 299/ 5800-6100 | 400/ 4000-5000 | Mercedes-Benz CLS 350 C257                      | dal 07/2021        |